# Mirosław (Ujście)
Miroslaw (1939–1945 deutsch Buschhagen) ist ein Dorf mit Schulzenamt und früheres Rittergut in der Gemeinde Ujście in der Woiwodschaft Großpolen in Polen.
Miroslaw liegt 4 Kilometer südöstlich von Ujście und 82 Kilometer nördlich von Poznań (Posen).

## Geschichte
Man hat hier ein Gräberfeld der Lausitzer Kultur gefunden. Gemäß Chroniken von Jablonowo bestand die Siedlung um 1322. Ein früher Besitzer war die Familie Jabłonowski aus der Wappengemeinschaft von Zaremba. Später kamen die Przecławskis, die Kierskis und im 18. Jahrhundert Johan E. Salonon, der diese Ländereien an Regel verkaufte.
Um 1883 gehörte das Rittergut Ernst Hannibal Rissmann. Er setzte einen Oberinspektor Conrad ein. Das Areal war 552 ha, davon 376 ha Acker. Spezialität war die Züchtung von Holländer und Landvieh sowie Mastwirtschaft.
Vor dem Ersten Weltkrieg wohnten hier hauptsächlich Deutschsprachige. Im Posener Aufstand (1918–1919), wurden vier Aufständische in Miroslaw getötet. Nach dem Friedensvertrag von Versailles wurde das Gebiet Polen zugesprochen. Es ließen sich polnischsprachige Familien nieder. Das Gut wurde von Jozef Kucewicz aus Vilnius übernommen, der eine Kapelle baute.
Nach dem Zweiten Weltkrieg verfiel das Gut und in den 1970er Jahren blieb nur eine Ruine. Im 1970 nahm das Spannbetonwerk WPS den Betrieb auf. Im Dorf wurden Wohnbauten für das Personal erstellt.